# Rohozná (district de Svitavy)
Pour les articles homonymes, voir Rohozná.
Rohozná (en allemand : Rohosna) est une commune du district de Svitavy, dans la région de Pardubice, en République tchèque. Sa population s'élevait à 627 habitants en 2024.

## Géographie
Rohozná est situé sur le cours supérieur de la rivière Rohozenský, dans les monts de Bohême-Moravie et dans la région historique de Bohême. Le village se trouve à 6 km au nord-est de Bystré, à 13 km au sud-ouest de Svitavy, à 62 km au sud-est de Pardubice et à 149 km à l'est-sud-est de Prague.
La commune est limitée par Stašov au nord-ouest, par Banín au nord et à l'est, par Lavičné au sud-est, par Svojanov au sud et par Bystré au sud-ouest .

## Histoire
La première mention écrite du village date de 1287.

## Administration
La commune se compose de deux sections :
- Rohozná
- Manova Lhota

## Galerie

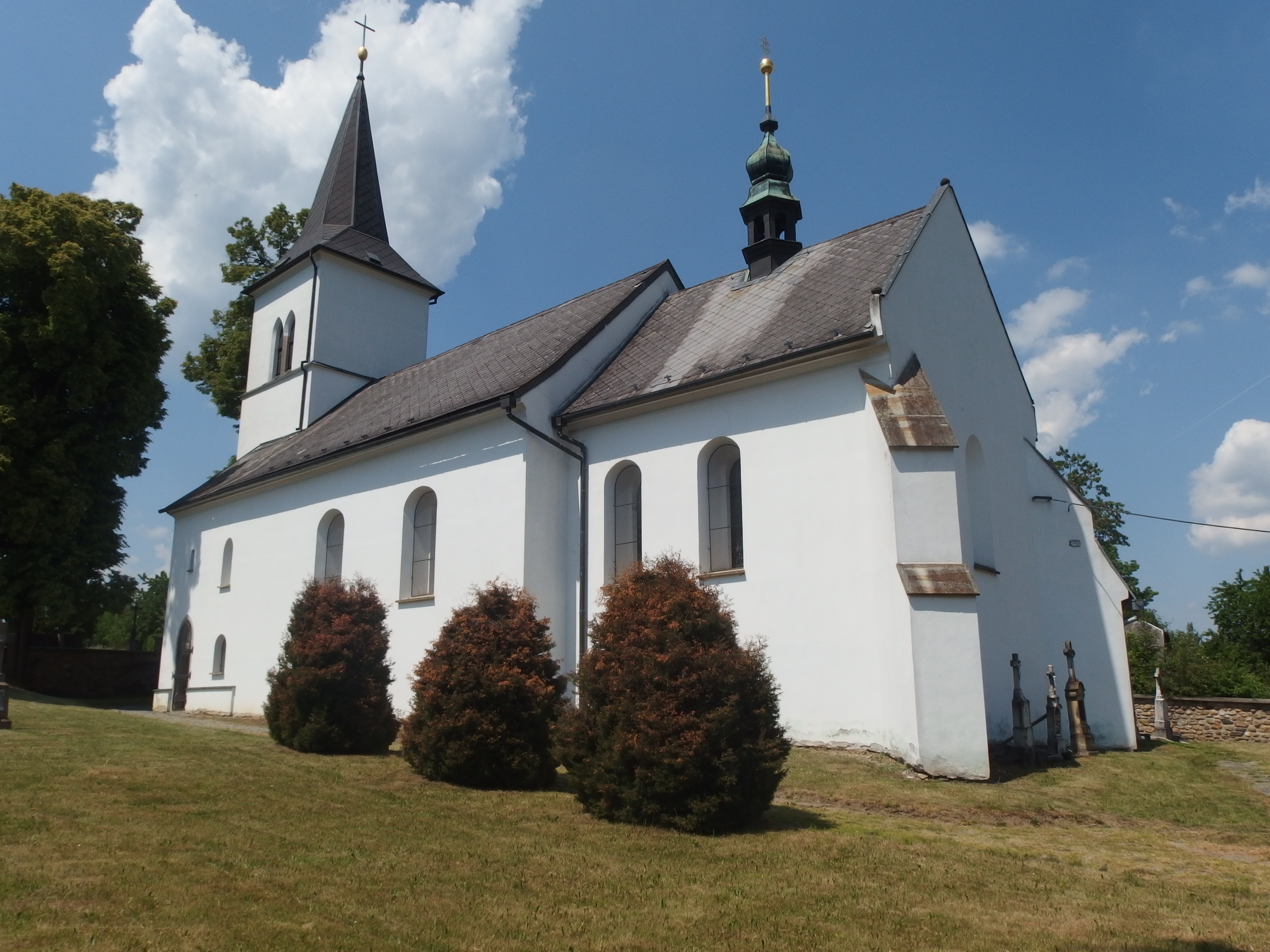
Église Saint-Erasme.
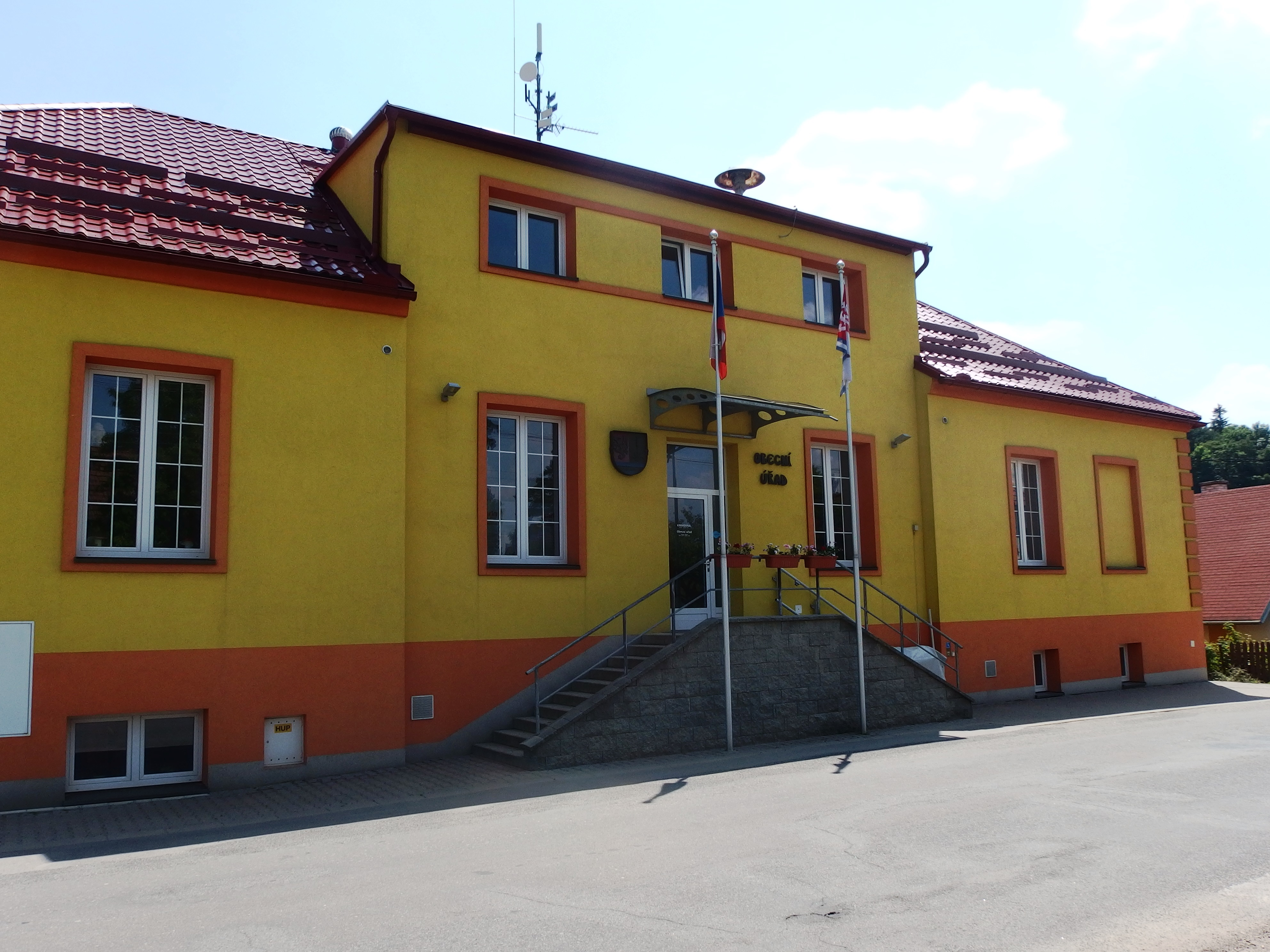
Rohozná  : la mairie.

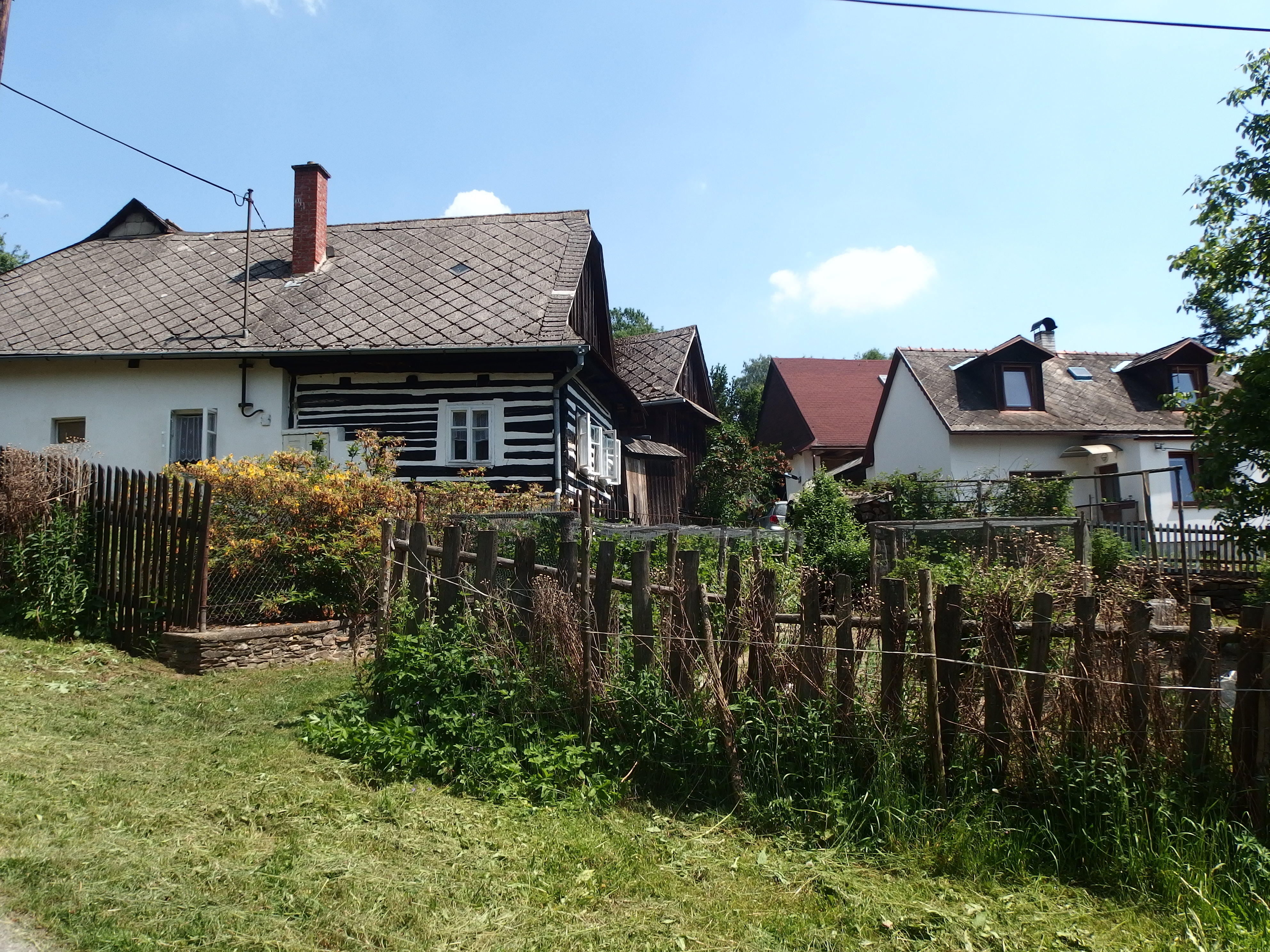
Manova Lhota.
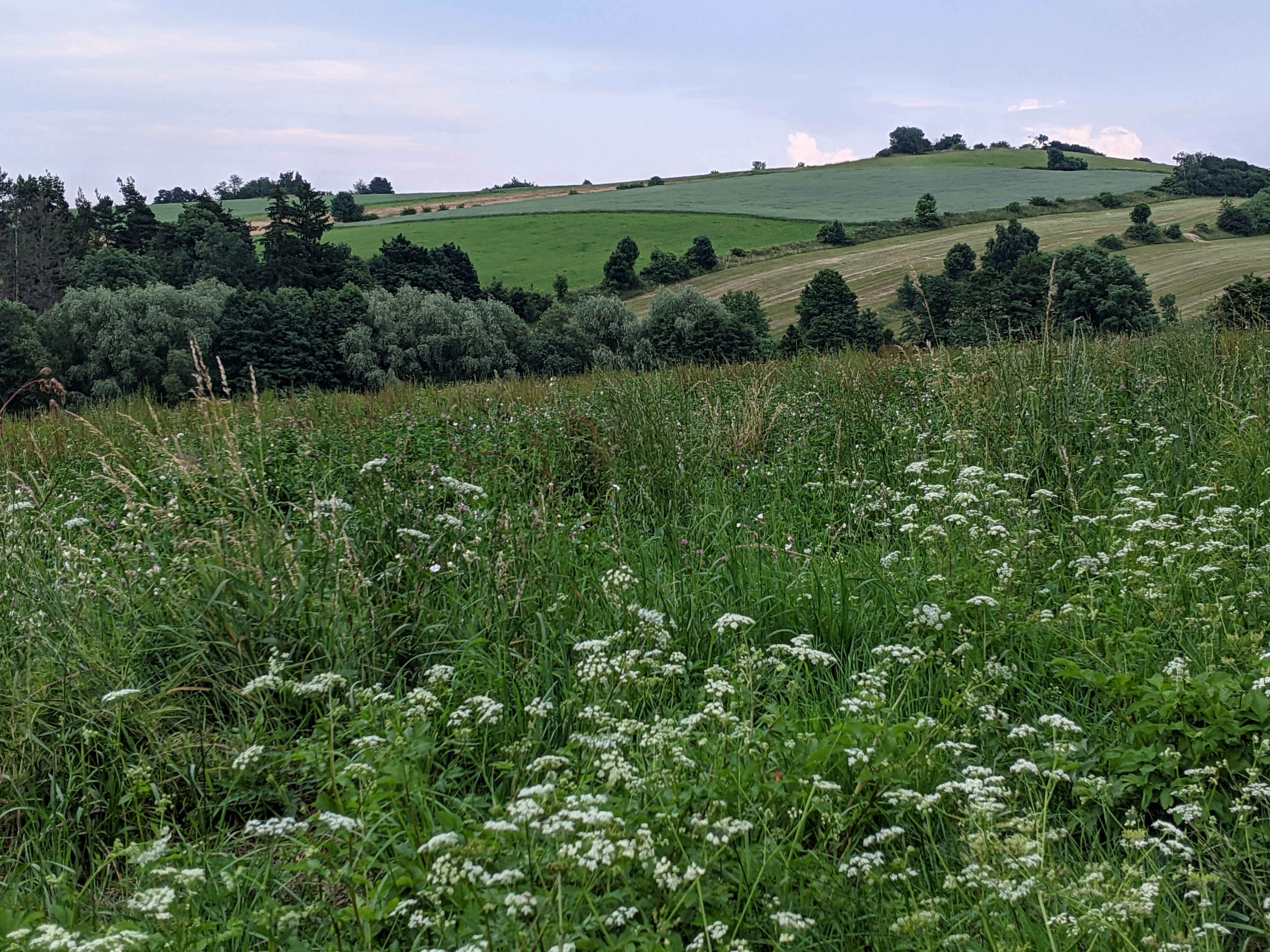
Parc naturel Údolí Křetínky.

## Transports
Par la route, Rohozná se trouve à 10 km de Hradec nad Svitavou, à 20 km de Svitavy, à 77 km de Pardubice et à 191 km de Prague. 